# Сновск
Сновск (укр. Сновськ; в 1935—2016 годах — Щорс) — город в Корюковском районе Черниговской области Украины, административный центр Сновской городской общины. До 17 июля 2020 года был административным центром Сновского района.

## Географическое положение
Расположен на берегу реки Снов в 69 км к северо-востоку от Чернигова.

## История
По данным археологии, поселения роменской культуры в районе Нижней Десны исчезают в конце IX — начале X века в результате военного разгрома. В это время граница между роменской и древнерусской культурами отодвигается вверх по Десне — самой южной точкой со стороны роменцев становится городище у села Слободка, а с киевской стороны пограничным стал Сновск.
Населённый пункт Коржовка в Велико-Щимельской волости Городнянского уезда Черниговской губернии возник в 1860-е годы, после строительства в 1870-е годы железнодорожной линии Гомель — Бахмач Либаво-Роменской железной дороги он начал расти и в конце XIX века получил название Сновск. Однако, на Военно-дорожной карте Европейской России 1888-1910 годов, Административной карте Украинской ССР 1925 года, а также Административной карте Украинской ССР октября 1932 года населённый пункт указан под названием "Сновская" (по-видимому, от названия станции). И только позже, на Карте РККА Белоруссии и Литвы 1935 года уже обозначен как "Сновск".
14 апреля 1917 года здесь началось издание газеты, в декабре 1917 года здесь была установлена Советская власть.
В 1924 году Сновск получил статус города, 21 мая 1935 года был переименован в Щорс (в честь уроженца города Николая Александровича Щорса).
С началом Великой Отечественной войны город стал постоянно подвергаться налетам вражеской авиации. В ходе бомбардировок разрушались станция, подвижные составы, рядом стоящие дома и строения. В первые дни войны из паровозного депо на фронт ушло более 250 человек; 2612 человек, в том числе 535 женщин, стали бойцами народного ополчения. С 3 сентября 1941 до 21 сентября 1943 года город находился под немецкой оккупацией. Оккупанты грабили население, забирали скот, продукты, теплую одежду, драгоценности. Производились аресты членов партии, комсомольцев, евреев. С окраины города у леса, там где копались рвы-могилы постоянно слышались автоматные очереди — производились расстрелы. Новые «хозяева» на площади сделали виселицу. Однажды, для устрашения, туда согнали местных жителей и на их глазах учинили расправу над совсем молоденькими девчонками, арестованными по доносу за связь с партизанами. Тем не менее, в тяжелых условиях фашистского террора в городе действовали несколько подпольных организаций, имеющих связи с партизанским отрядом А.Ф. Федорова. В сентябре 1941 года начала действовать подпольная комсомольская группа, а в мае 1943 года — начал действовать подпольный райком КП(б)У.
В 1957 году здесь действовали предприятия по обслуживанию железнодорожного транспорта, техническая школа, три средние школы, пять библиотек, клуб и мемориальный музей Н. А. Щорса.
В январе 1959 года численность населения составляла 9109 человек.
В 1985 году здесь действовали мебельная фабрика, предприятия железнодорожного транспорта, маслодельный завод, завод продтоваров, межколхозная строительная организация, райсельхозтехника, райсельхозхимия, комбинат бытового обслуживания, ПТУ, три общеобразовательные школы, музыкальная школа, спортивная школа, две больницы, поликлиника, клуб, кинотеатр, две библиотеки и два музея (мемориальный музей Н. А. Щорса и музей комсомольской славы). Позднее здесь начал работу филиал киевского завода им. Артёма.
В январе 1989 года численность населения составляла 13 529 человек, основой экономики в это время являлись мебельная фабрика, предприятия железнодорожного транспорта и пищевой промышленности.
После провозглашения независимости Украины город оказался на границе с Россией и Белоруссией и здесь был оборудован таможенный пост, который находится в зоне ответственности Черниговского пограничного отряда Северного регионального управления ГПСУ.
6 марта 1992 года в состав города было включено село Носовка, в результате численность населения и площадь города увеличились.
В мае 1995 года Кабинет министров Украины утвердил решение о приватизации находившегося в городе механического завода, в июле 1995 года было утверждено решение о приватизации завода продтоваров и совхоза.
В 2002—2006 годах на окраине города был построен квартал из 4 улиц и 20 домов, в котором проходили съёмки телесериала «Тяжёлый песок».
12 мая 2016 года Верховная Рада Украины, на основании закона о декоммунизации, вернула городу Щорсу историческое название — «Сновск».

## Население
По состоянию на 1 января 2024 года численность населения составляла 10 546 человек.

### Языковой состав
Родной язык населения по данным переписи 2001 года:
| Язык       | Численность, чел. | Доля     |
| ---------- | ----------------- | -------- |
| Украинский | 9 517             | 78,03 %  |
| Русский    | 2 644             | 21,68 %  |
| Другие     | 35                | 0,29 %   |
| Итого      | 12 196            | 100,00 % |

## Инфраструктура
Работают локомотивное депо, районная больница, дом культуры, станция юных техников, районный центр детско-юношеского творчества, ПТУ № 7, музыкальная школа, детская спортивная школа и три общеобразовательных школы.

## Транспорт
Железнодорожная станция 2-го класса на линии Гомель — Бахмач Юго-Западной железной дороги. На станции действует пункт контроля на границе Украины и Белоруссии.

## Достопримечательности
- Дом-музей Николая Щорса, краеведческий музей.
- Православный собор.
- Самолёт-памятник МиГ-23.
- Паровоз Л-0132 (передняя часть).
- Дом коммерческого банка.

## Уроженцы города
- Натан Рахлин, дирижёр
- Николай Щорс, участник Гражданской войны
- Жюль Олицки, американский художник и скульптор

## В литературе
- В Сновске происходит действие романа А. Н. Рыбакова «Тяжёлый песок». Действие его другого романа «Кортик» происходит в вымышленном городе Ревске, прототипом которого, по признанию самого автора, стал именно Сновск[21].